# Erinyer

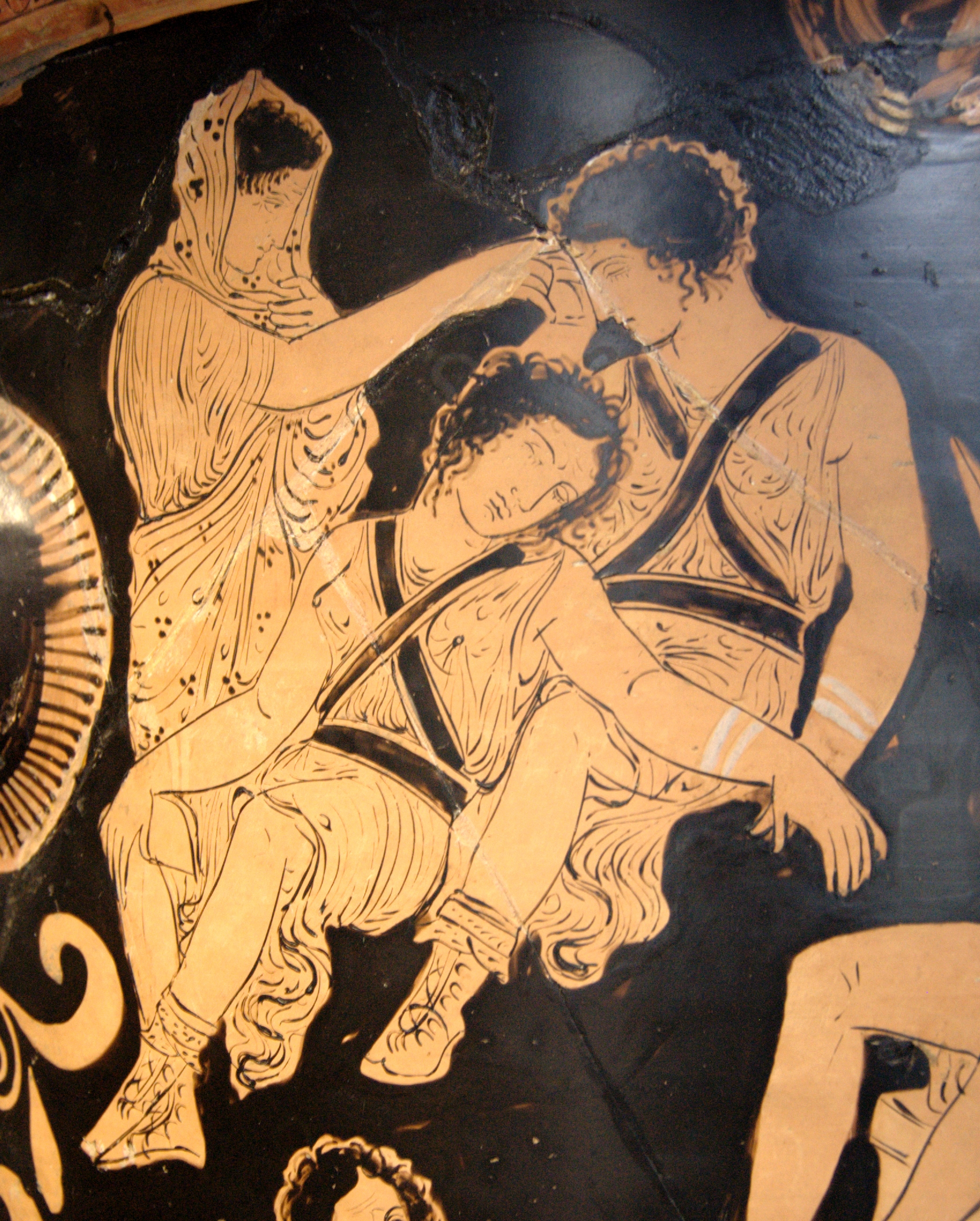
Klytaimnestra försöker väcka de sovande Erinyerna. Detalj från en apulisk rödfigurig klockkrater, 380–370 f.Kr.

Erinyer (grekiska erinyes) är hämndgudinnor i grekisk mytologi, av romarna kallade furier.
Erinyerna tänktes förfölja missdådare och driva dem till vansinne. Dessa kunde inbegripa personer som mördat, begått mened, inte visat tillbörlig respekt mot föräldrarna eller brutit mot gästfrihetens lag. De hämnades också de mördade som ej fått upprättelse. De kan ses som något av urtidsgudomligheter vars antal till en början är obestämt men som under Euripides tid fastställdes till tre, deras verksamheter, sinnelag och namn tillkommer under hellenismen.
De tre Erinyernas namn var Alekto (”den oeftergivliga”, outtröttliga"), Megära (”den avundsamma, fientliga”) och Tisifone (”mordhämnerskan”). Deras hemvist var i Erebos mörka djup. De sades ha uppstått ur Uranos blod och Jorden (Gaia) när Uranos kastrerades av Kronos. De har avbildats med vingar, ormar som hårslingor och med facklor och piskor i händerna. De har sin motsats i gracerna.
Eufemistiskt kallades erinyerna för eumenider, ”de välsinnade”, och refererades även till som semnai theai, vilket betyder ”ärevördiga gudinnor”. Enligt Aischylos tragedi Eumeniderna fick de detta namn sedan de slutit fred med Orestes.

## Populärkultur
- I den brittiska skräckfilmen Förstenad av skräck (The Gorgon) från 1964 påstods Megära och Tisifone felaktigt vara två av de tre gorgonerna.
- Erinyerna eller furierna förekommer i boken Starcrossed (i svensk översättning betitlad Helena) av den amerikanska författaren Josephine Angelini.
- Titeln på Jonathan Littells bok De välvilliga anspelar på eumeniderna.
- I serien KAOS av Netflix 2024 så förekommer erinyerna, dock kallas de för ferier.